# 夹竹园镇
夹竹园镇，是中华人民共和国湖北省荆州市公安县下辖的一个乡镇级行政单位。

## 行政区划
夹竹园镇下辖以下地区：
夹竹园社区、黄金口社区、毛家台村、先锋村、杨家湖村、黄金口村、金猫口村、新岗村、紫霄观村、卫东村、前进村、三忠桥村、龙翔村、陈祠桥村、齐心村、陈榨村、瓦池村、桥岭村、观音寺村、新明村、红星村和北湖渔场生活区。